# Boală genetică autozomală
Mutațiile genetice autozomale se caracterizează prin apariția unor sindroame: 
- Sindromul Patau (Trisomia 13)
- Sindromul Edwards (Trisomia 18)

- Sindromul Down (Trisomia 21)

Mutațiile genice autozomale sunt:
1. dominante : polidactilia (prezența unor degete suplimentare)

sindactilia (prezența unor degete lipite)
prognatismul (evidențierea exagerată a bărbii
2. recesive : Albinism(absenta pigmentului melanic)
anemia falciformă ( enzimopatie - modificarea hematiilor care iau formă de seceră)